# Matt Donovan
Matthew G. ’’Matt’’ Donovan a The CW Television Network Vámpírnaplók című televíziós sorozatának egyik szereplője, melyet Zach Roerig alakít.

## Szerepe
Mystic Falls-ban született és nőtt fel. A Donovan-család tagja. Anyja Kelly Donovan, nővére Vicki Donovan. Legjobb barátai Jeremy Gilbert, Tyler Lockwood, Elena Gilbert és Bonnie Bennett.
Kezdetben Elena Gilbert barátja, aki szakít Mattel – mivel szülei halála óta képtelen magára találni –, de barátságukat sikerült megőrizniük. Később Caroline Forbesszal jár, aki szintén szakított vele, miután vámpírrá vált. Matt megpróbálta távol tartani magát szülővárosa természetfeletti világától, de végül mégis barátai segítségére sietett, hogy legyőzzék a várost félelemben tartó ellenséget, közben Carolinével való barátságát is szorosabbra fűzte. Az idő múltával – Jeremy Gilberthez hasonlóan ő is – médiummá vált. Rövid kapcsolatot kezdett Rebecca Mikaelsonnal a negyedik évad végén, de véget ért, miután az elhagyta Mystic Fallst.
Amikor Elenával autóbalesetet szenvednek, Stefan Elena kérésére őt menti ki először, ezért lesz Elena vámpír. Mattet furdalja a bűntudat amiért Elena meghalt miatta, ezért engedi, amikor Elena arra kéri, hogy ihasson belőle.
A sorozat befejező, 171. részéből kiderül, hogy Matt maradt Mystic Falls seriffje, a túlvilágról pedig Vicki és Tyler vigyáztak rá.